# Mitsubishi Ki-30
Il Mitsubishi Ki-30 (三菱 キ30?, Mitsubishi ki sanjū), identificato anche come Bombardiere leggero Tipo 97 (九七式軽爆撃機?, Kyunana-shiki keibakugekiki), nome in codice alleato Ann era un bombardiere leggero monomotore ad ala bassa prodotto dall'azienda giapponese Mitsubishi Heavy Industries tra la fine degli anni trenta e l'inizio del decennio successivo.
Utilizzato principalmente dalla Dai-Nippon Teikoku Rikugun Kōkū Hombu, la componente aerea dell'esercito imperiale giapponese, venne impiegato operativamente sin dalla seconda guerra sino-giapponese finendo la sua carriera operativa come aereo bomba nelle missioni kamikaze della fase conclusiva della seconda guerra mondiale.

## Storia del progetto
Dalla metà degli anni trenta il Giappone decise di attuare un programma di espansione e modernizzazione della propria aeronautica militare basato su velivoli interamente progettati e realizzati in patria.
In quest'ambito, nel maggio 1936, l'esercito imperiale emise una specifica per la fornitura di un nuovo bombardiere leggero che andasse a sostituire i precedenti Ki-3, vennero quindi contattate la Mitsubishi e la Kawasaki Kōkūki Kōgyō KK con la richiesta per la costruzione di due prototipi, ciascuno entro il dicembre 1936. Le caratteristiche richieste prevedevano una velocità massima di 400 km/h a 3 000 m, una quota operativa tra i 2 000 m ed i 4 000 metri, la possibilità di salire a 3 000 m, entro otto minuti ed un motore da scegliere tra i Mitsubishi Ha-6, un radiale da 850 hp (634 kW), un radiale Nakajima Ha-5 da 825 hp (615 kW) ed un Kawasaki Ha-9-IIb, un 12 cilindri a V raffreddato a liquido da 850 hp (634 kW), il tutto per un velivolo dal peso non superiore ai 3 300 kg. L'armamento richiesto consisteva in un carico di 300 kg di bombe, innalzabile ad un massimo di 450 kg in caso di necessità, sganciabili sull'obbiettivo in picchiata con un angolo di 60° e, come difesa, una mitragliatrice in caccia ed una posteriore brandeggiabile.

### Sviluppo
il primo prototipo Mitsubishi venne portato in volo per la prima volta il 28 febbraio 1937 equipaggiato con un radiale Mitsubishi Ha-6. Originariamente progettato con un carrello d'atterraggio biciclo con gli elementi anteriori retrattili, i test eseguiti nella galleria del vento indicarono che il guadagno in velocità era minimo a causa del peso complessivo del meccanismo e, anche a causa della complessità costruttiva, si preferì optanre per una soluzione tradizionale a carrello fisso.
Benché il velivolo avesse dimostrato durante i voli iniziali di essere dotato di buone caratteristiche venne comunque approntato un secondo prototipo, equipaggiato con un Nakajima Ha-5 e testato nel medesimo periodo.
Anche se in ritardo e benché risultati sovrappeso, entrambi i prototipi riuscirono a raggiungere o superare ogni altro requisito. Il secondo prototipo riuscì a raggiungere una velocità massima di 423 km/h a 4 000 m di quota convincendo le autorità militari ad emettere un ordine di servizio per un primo lotto di 16 esemplari consegnati nel gennaio 1938. Le ulteriori valutazioni confermarono le qualità del velivolo e l'esercito imperiale assegnò la designazione ufficiale lunga di bombardiere leggero per l'esercito tipo 97 ed emanò il definitivo ordine di produzione in serie iniziata nel marzo successivo.
Il Ki-30 venne avviato alla produzione con un motore potenziato (che rendeva possibile superare i parametri della specifica) ed il primo lotto di 16 macchine venne inviato in guerra già nel 1938, in Cina. In quell'occasione si fece valere contro un'opposizione agguerrita ma non del tutto all'altezza della situazione.
Malgrado in Cina fosse stato quasi imprendibile, quando scoppiò la guerra contro gli anglo-americani nel 1941 tale velivolo si dimostrò ben presto superato e vulnerabile, tanto che la produzione si interruppe dopo 704 velivoli già alla fine di quell'anno. Le macchine rimaste vennero gradatamente passate a compiti di seconda linea.

## Tecnica
Si trattava di un monoplano metallico, con carrello d'atterraggio fisso ma ben carenato, abitacolo dotato di ampie vetrature e un buon livello di autonomia garantita da circa 500 litri di combustibile. L'armamento era simile a quello del Fairey Battle inglese, a cui questo velivolo si ispirava nelle esigenze operative: una sola arma di piccolo calibro era presente in posizione offensiva (in un'ala) mentre un'altra era sul dorso, in funzione difensiva. Potevano essere trasportati internamente 400 chili di bombe, ma il velivolo non era un bombardiere da picchiata né un aereo per attacchi convenzionali.

## Impiego operativo

### Giappone
Il Ki-30 venne utilizzato in combattimento dall'estate 1938, nelle operazioni durante la seconda guerra sino-giapponese, risultando efficace anche perché supportato nelle sue missioni di bombardamento da squadriglie di caccia di scorta. Continuò ad essere impiegato con successo fino allo scoppio della guerra del Pacifico dove venne intensamente utilizzato nelle operazioni sulle Filippine. Tuttavia, quando cominciarono a scontrarsi direttamente con i caccia anglo-americani nel 1941, i Ki-30 cominciarono a subire pesanti perdite, tanto che la produzione si interruppe dopo 704 velivoli già alla fine di quell'anno. Gli esemplari sopravvissuti vennero gradatamente assegnati a compiti di seconda linea. Dalla fine del 1942 vennero assegnati alle scuole di volo ed utilizzati come addestratori. Nelle ultime fasi del conflitto molti esemplari vennero impiegati per attacchi kamikaze.

### Thailandia
Dal tardo 1940, il Ki-30 entrò in servizio con la thailandese Kongthap Akat Thai, ingaggiando i primi combattimenti nel gennaio 1941 contro la francese Armée de l'air nei cieli dell'allora Indocina francese nell'ambito della guerra franco-thailandese. Nel 1942 venne consegnata da Giappone un'ulteriore fornitura di Ki-30.

## Utilizzatori

### Periodo bellico
Giappone
- Dai-Nippon Teikoku Rikugun Kōkū Hombu

 Thailandia
- Kongthap Akat Thai

 Manciukuò
- Dai-Manshū Teikoku Kūgun

### Periodo postbellico
Cina
- Zhongguo Renmin Jiefangjun Haijun Hangkongbing

operò con 3 esemplari come addestratori fino ai primi anni cinquanta.